# Harold Earle-Fischbacher
Harold Earle-Fischbacher, ou Harold Earle, est un monteur français, puis un libraire-éditeur, né le 6 novembre 1905 à Blooming Grove (État de New York, États-Unis), mort le 4 juin 1993  à Neuilly-sur-Seine près de Paris.

## Biographie
Harold Earle-Fischbacher est né d'une mère française, Émilie Fischbacher (1883-1950), et d'un père américain, Ferdinand Piney Earle (1879-1951), peintre et décorateur de nombreux films de l’époque du muet (dont le célèbre Ben-Hur de 1925). 

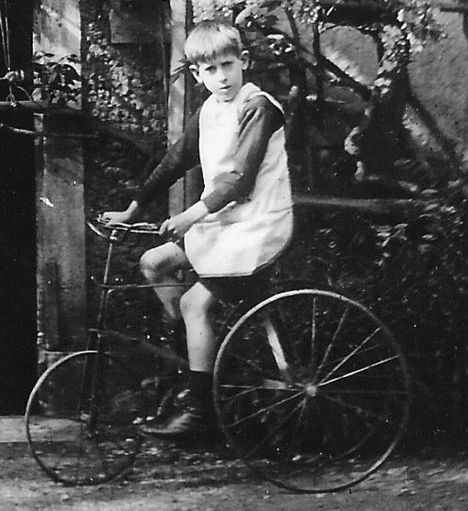
Harold à l'âge de son enlèvement

À l'âge de 8 ans, le jeune Harold est l'objet d'un enlèvement rocambolesque par son père qui avait déjà divorcé, à son tort, de sa mère Émilie Fischbacher et s'était déjà remarié deux fois. À l'issue du procès qui s'ensuivit, il est rendu à sa mère, et son père est condamné à deux mois de prison à Romorantin.
Cinq ans après, Ferdinand Earle l'émancipe et le fait revenir en Amérique. Là, une fois ses études secondaires terminées, il doit gagner sa vie. Il devient d'abord laveur de vitres dans les studios de Hollywood. Il y rencontre un jour Charles Chaplin qui le prend en amitié et offre de lui payer ses études supérieures. Il continue ses petits jobs dans les studios et, peu à peu, devient assistant réalisateur et apprend le métier de monteur. Il côtoie les plus grands, non seulement Charles Chaplin, mais aussi Buster Keaton et la colonie française de Hollywood.
Il participe à la réalisation de différents films jusqu'à la guerre, travaille notamment avec Leni Riefenstahl pour la réalisation de Les Dieux du stade sorti en 1938, qui fut un film précurseur pour la manière de filmer les épreuves sportives. 
En 1939, il s'engage dans l'armée française, puis il fait quelques travaux de montage pour des documentaires et des films d’instruction pour l’armée, aux studios de la Victorine à Nice. En 1941 Harold participe au montage d’Une femme dans la nuit, et en 1942 à des travaux de montage aux studios Pagnol à Marseille.
Après l’entrée en guerre des États-Unis il est mobilisé aux U.S.A., de 1943 à 1946.
En 1947, il rejoint la librairie Fischbacher, qu'avait fondée en 1872 à Paris, rue de Seine, son grand-père Charles-Guillaume Fischbacher (1840-1919) et qui publiait les œuvres des grands penseurs protestants (pasteurs, théologiens, historiens) et plus particulièrement les écrits des partisans du libéralisme en théologie. Il en a fait par la suite une librairie spécialisée sur l'alpinisme, les livres pour enfants et les questions d'éducation et enfin sur les arts. 
La librairie s'est ensuite orientée vers les Arts premiers et les Editions Fischbacher ont été recrées .
Harold Earle a été un des derniers petits artisans de l'édition qui ne pratiquait ni le marketing ni la publicité.
Harold Fischbacher a été le directeur de la librairie jusqu'à son décès à l'Hôpital américain de Paris en juin 1993.
Pour ceux qui l'ont bien connu, Harold était d'un tempérament curieux, fantasque mais attachant.[réf. souhaitée]

## Filmographie
Monteur notamment pour :
- 1930 : Le Roi des resquilleurs de Pierre Colombier
- 1931 : Le Roi du cirage de Pierre Colombier
- 1932 :  Paris- Méditerranée de Joe May
- 1933 : Le Truc du Brésilien de Alberto Cavalcanti
- 1933 : Les Deux Orphelines de Maurice Tourneur
- 1934 : Le Train de 8 heures 47 de Henry Wulschleger
- 1935 : Fantôme à vendre (The Ghost Goes West ) de René Clair
- 1936 : Ignace de  Pierre Colombier
- 1937 : L'Homme du jour de Julien Duvivier
- 1937 : Le Tombeau hindou et Le Tigre d'Echnapour de  Richard Eichberg pour la Tobis.

### Source
- Livres-Hebdo, juillet 1993, Voir sur Google Livres